# Kepler-24
Kepler-24 là một ngôi sao ở phía bắc chòm sao Thiên Cầm.

## Hệ hành tinh
| Thiên thể đồng hành (thứ tự từ ngôi sao ra) | Khối lượng | Bán trục lớn (AU) | Chu kỳ quỹ đạo (ngày) | Độ lệch tâm | Độ nghiêng | Bán kính |
| ------------------------------------------- | ---------- | ----------------- | --------------------- | ----------- | ---------- | -------- |
| d                                           | —          | 0.051             | 4.244384              | —           | —          | 1.67 R🜨  |
| b                                           | < 1.6 MJ   | 0.106             | 8.1453                | —           | —          | 2.4 R🜨   |
| c                                           | < 1.6 MJ   | 0.068             | 12.3335               | —           | —          | 2.8 R🜨   |
| e                                           | —          | 0.138             | 18.998355             | —           | —          | 2.78 R🜨  |